# چارلز مولدر
چارلز مولدر (انگلیسی: Charles Mulder؛ ۱ ژوئیه ۱۸۹۷ – تاریخ ورودی نامعتبر است) ورزشکار بابسلد اهل بلژیک بود.
وی در مسابقات کشوری و بین‌المللی در مجموع برندهٔ ۲ مدال برنز شده‌است.